# Wigwam (Bob Dylan)
"Wigwam" is een nummer van de Amerikaanse singer-songwriter Bob Dylan. Het nummer verscheen op zijn album Self Portrait uit 1970. In juli van dat jaar werd het nummer uitgebracht als single. Het nummer staat ook bekend als de "la-la" song, want tekst heeft het nummer niet.

## Achtergrond
"Wigwam" is geschreven door Dylan en geproduceerd door Bob Johnston. Het nummer dankt zijn titel aan de koepelvormige indianentent, waarmee Dylan een beeld wil oproepen van het Amerika voor de komst van de Europeanen. "Wigwam" werd op 4 maart 1970 opgenomen onder de werktitel "New Song". De instrumenten werden ingespeeld door gitarist David Bromberg en pianist Al Kooper, Dylan zelf speelde akoestische gitaar. Deze kale versie is te horen op The Bootleg Series Vol. 10 – Another Self Portrait (1969–1971). Op 17 maart werden in Nashville drums (Kenny Buttrey), bas (Charlie McCoy) en blazers (Rex Peer, Dennis Good, Frank Smith en Gene Mullins) toegevoegd.

## Ontvangst
"Wigwam" is een van de succesvolste singles van Dylan in Europa, en in Nederland met een piekpositie op 3 zelfs Dylans hoogst genoteerde single, wat opmerkelijk is voor een tekstarm lied van iemand die juist voor - op muziek gezette - teksten een Nobelprijs kreeg. De kritiek was overwegend positief over "Wigwam", dit in tegenstelling tot de negatieve reacties op Self Portrait.